# Трой (Нью-Йорк)
Трой (англ. Troy) — місто в США, адміністративний центр округу Ренсселер на сході штату Нью-Йорк, на річці Гудзоні, навпроти впадання в неї Мохоку. Населення — 51 401 особа (2020). Входить в одну агломерацію з Олбані та Скенектаді.

## Географія
Трой розташований за координатами 42°44′9″ пн. ш. 73°40′31″ зх. д. / 42.73583° пн. ш. 73.67528° зх. д. (42.735812, -73.675321). За даними Бюро перепису населення США в 2010 році місто мало площу 28,64 км², з яких 26,82 км² — суходіл та 1,81 км² — водойми.

## Демографія

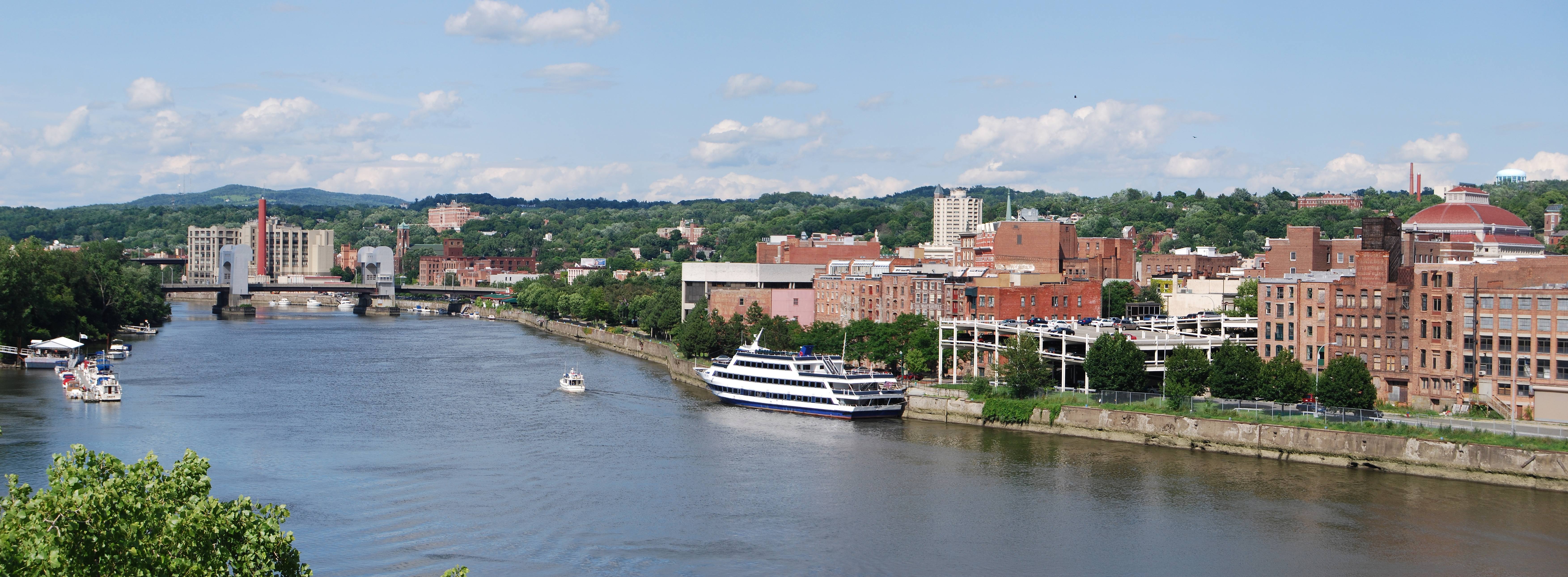
Гудзон в Трої

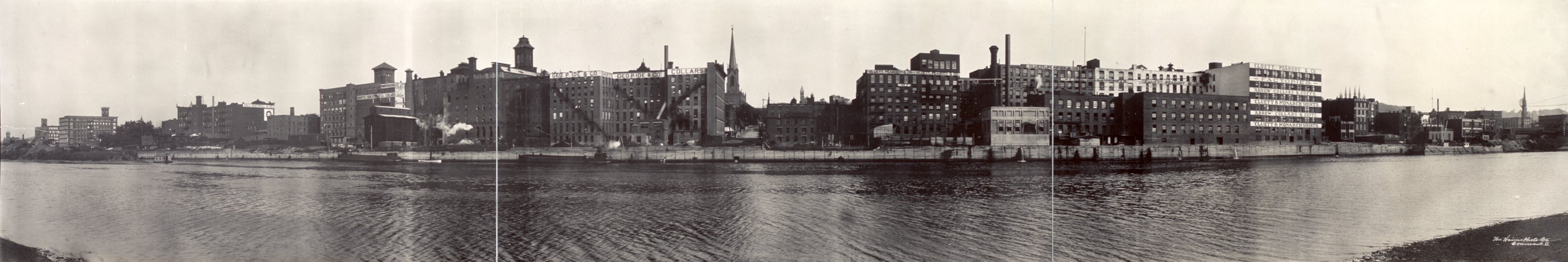
Набережна Гудзона 1909 року

Згідно з переписом 2010 року, у місті мешкало 50 129 осіб у 20 505 домогосподарствах у складі 10 174 родин. Густота населення становила 1750 осіб/км². Було 23474 помешкання (820/км²).
Расовий склад населення:
| - 72,9 % — білих - 16,4 % — чорних або афроамериканців - 3,4 % — азіатів - 0,3 % — корінних американців - 2,8 % — осіб інших рас |

До двох чи більше рас належало 4,1 %. Частка іспаномовних становила 7,9 % від усіх жителів.
За віковим діапазоном населення розподілялося таким чином: 20,2 % — особи молодші 18 років, 68,9 % — особи у віці 18—64 років, 10,9 % — особи у віці 65 років та старші. Медіана віку мешканця становила 30,2 року. На 100 осіб жіночої статі у місті припадало 102,1 чоловіків; на 100 жінок у віці від 18 років та старших — 101,2 чоловіків також старших 18 років.
Середній дохід на одне домашнє господарство становив 55 043 долари США (медіана — 40 911), а середній дохід на одну сім'ю — 67 127 доларів (медіана — 50 641). Медіана доходів становила 45 043 долари для чоловіків та 40 898 доларів для жінок. За межею бідності перебувало 26,1 % осіб, у тому числі 40,0 % дітей у віці до 18 років та 10,6 % осіб у віці 65 років та старших.
Цивільне працевлаштоване населення становило 22 760 осіб. Основні галузі зайнятості: освіта, охорона здоров'я та соціальна допомога — 31,0 %, роздрібна торгівля — 10,7 %, мистецтво, розваги та відпочинок — 10,6 %.

## Відомі люди
- Морін Степлтон (1925—2006) — американська акторка.